# Công việc khoán gọn
Công việc khoán gọn hay công việc trọn gói hoặc gói công việc (tiếng Anh là: Work package), theo định nghĩa trong quản lý dự án, là một nhóm các công tác (nhiệm vụ, task) liên quan được quy định tại một cấp độ của một cơ cấu phân chia công việc (WBS).
Trong hệ thống tiến độ-chi phí truyền thống, các tiêu chí để xác định các gói công việc là như sau:
- Mỗi gói công việc được phân biệt rõ ràng với tất cả các gói công việc khác.
- Mỗi công việc trọn gói có một thời điểm khởi đầu và một thời điểm kết thúc đã được lên kế hoạch trước (trọn gói).
- Mỗi gói công việc có một ngân sách được đầu tư dần theo từng phân kỳ của thời lượng thực hiện gói công việc đó (khoán).
- Mỗi gói công việc có thể có một thời lượng thực hiện tương đối ngắn, hoặc có thể được chia thành một loạt các mốc thời hạn mà tình trạng của chúng có thể được đo lường khách quan.
- Mỗi công việc trọn gói có một tiến độ được hợp nhất với tiến độ cấp cao hơn (như tiến độ của dự án).

Một gói công việc có thể được xem như là một tiểu dự án (dự án mini), mà khi kết hợp với các đơn vị gói công việc khác, hình thành một dự án hoàn chỉnh.
Công việc trọn gói, thực chất là một chuỗi các công tác được thực hiện theo logic công nghệ, một cách liên tục (không có độ trễ thời gian (độ trễ = 0)) hay có độ trễ thời gian (độ trễ thời gian có thể coi là loại công tác chờ đợi, là loại công tác chỉ tiêu tốn nguồn lực thời gian), trên từng sản phẩm (trong sản xuất) hay trên từng phân đoạn mục tiêu của dự án. Các công tác trong công việc khoán gọn có thể khác nhau về chuyên môn, nhưng được hợp lại theo logic công nghệ trên một sản phẩm hay một phân đoạn của mục tiêu dự án, và quan hệ với nhau theo các mối quan hệ phù hợp với logic công nghệ, (thường là quan hệ tuần tự thuận (FS+độ trễ), nhưng cũng có khi là các quan hệ tuần tự ngược (SF+độ trễ), song song cùng xuất phát (SS+độ trễ), hay song song cùng về đích (FF+độ trễ)).
Quản lý dự án không phân chia công việc theo chuyên môn (công việc chuyên môn (có thể gọi là công việc theo chiều dọc)) như trong sản xuất, mà phân chia công việc theo gói công việc (tức là công việc khoán gọn), đây có thể gọi là cách phân chia theo chiều ngang. Trong một dây chuyền sản xuất, mỗi công tác chuyên môn chính là một công đoạn chế tạo sản phẩm trên mỗi sản phẩm. Mỗi sản phẩm hoàn chỉnh cần phải trải qua một chuỗi các công đoạn chuyên môn khác nhau hợp thành dây chuyền sản xuất. Việc dây chuyền sản xuất thực hiện sản xuất ra một sản phẩm thì tương đương với một công việc khoán gọn trong quản lý dự án. Nhưng trong dây chuyền sản xuất các công tác có cùng một loại chuyên môn được hợp lại thành một công việc chuyên môn tương ứng, thực hiện tuần tự liên tục trên nhiều sản phẩm liên tiếp. Trong quản lý dự án, thường ít quan tâm tới tính chuyên môn của các công tác, mà thường phân chia theo các công việc khoán gọn, với duy nhất một đầu ra và một đầu vào về mặt thời gian, cùng với một ngân sách hữu hạn, vì tính chất hữu hạn của dự án.
Công việc khoán gọn trong dự án xây dựng có thể là một chuỗi các công tác (task) được lần lượt thực hiện (thi công) trên cùng một phân đoạn, trên mỗi phân đợt, trên từng tầng công trình nhà, trên từng hạng mục thi công thậm chí là toàn bộ dự án cũng có thể coi là một công việc khoán gọn.
Có thể coi công việc khoán gọn tương đương với dây chuyền sản xuất ra từng sản phẩm hoàn chỉnh, khi đem so sánh việc thực hiện dự án với một dây chuyền sản xuất công nghiệp. Chúng giống nhau là để thực hiện xong chúng, thì cả công việc khoán gọn lẫn sản phẩm công nghiệp đều phải trải qua một chuỗi các công tác với các chuyên môn khác nhau nhưng hợp lại với nhau phù hợp với logic công nghệ (dây chuyền công nghệ).